# Сражение у разъезда 74-й километр

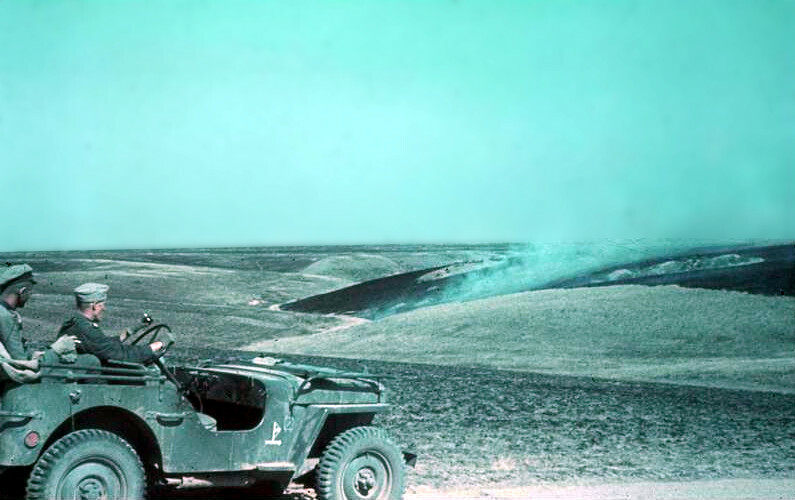
Типичный пейзаж для арены разворачивающегося сражения на южном фасе Сталинграда.

Сражение у разъезда 74-й километр (сражение у станции Абганерово, в августе 1942 года) — эпизод на начальном этапе Сталинградской битвы; была отражена попытка прорыва к Сталинграду 4-й танковой армии вермахта.

## Предыстория
30 июля 1942 года части 4-й ТА вермахта заняли плацдарм на реке Маныч, который позволял вести наступление и в интересах группы армий «А» и в интересах группы армий «Б». В этот же день было принято окончательное решение передать 4-ю ТА в группу армий «Б».
30 июля Ф. Гальдер записал в своём дневнике:

На докладе у фюрера слово было дано генералу Йодлю, который высокопарно объявил, что судьба Кавказа решится под Сталинградом. Поэтому необходима передача сил из группы армий «А» в группу армий «Б», и это должно произойти как можно дальше к югу от Дона. Таким образом, в совершенно новой сервировке преподносится та самая мысль, которую я высказал фюреру шесть дней тому назад, при форсировании 4-й танковой армией Дона. Но тогда досточтимая компания из ОКВ ничего не поняла.
4-й ТА была поставлена задача: нанести главный удар восточнее железной дороги Сальск—Сталинград на северо-восток и выйти к Волге в районе Красноармейска. 4-й АК должен был прикрывать восточный фланг, а 6-й румынский АК прикрывал западный фланг между железной дорогой и Доном.
Появление на Сталинградском направлении 4-й ТА сильно усложнило ситуацию для советской армии. У противника появилась возможность обойти Сталинградский фронт с южного фланга, выйти к Волге, войти в Сталинград с юга и окружить (совместно с 6-й А) 62-ю и 64-ю армии.
Ситуация обострялась тем, что на направлении удара 4-й ТА практически отсутствовали боеспособные соединения Красной армии. 16 июля 1942 начальник Автобронетанкового управления генерал-лейтенант танковых войск Я. Н. Федоренко сообщал начальнику Генерального штаба А. М. Василевскому:

Особо опасным районом и ничем пока не обеспеченным считаю левый фланг 62 армии и правый фланг Северо-Кавказского Фронта.
28 июля ситуация оставалась очень острой: в переговорах штаба фронта со Ставкой ВГК на вопрос: «Скажите, кем занят в настоящее время юго-западный фас сталинградского внешнего обвода от ст. Красный Дон до Райгорода?» был получен ответ: «Юго-Западный фас Сталинградского обвода не занят никакими частями».
Для затыкания многокилометровой дыры на фронте были выделены 38-я сд (командир дивизии полковник Г. Б. Сафиулин) и 244-я сд. Но дивизиями их можно было назвать очень условно. Например, генерал-майор М. С. Шумилов назвал 38-ю сд «малочисленная», а историк А. В. Исаев даёт такое определение: «дивизии 2-тысячного состава», при этом указывая, что 25 июля 38-я сд имела в составе 1685 человек.
1 августа в район Котельниково были переброшены свежие части, сформированные в Сибири и на Дальнем Востоке: 208-я стрелковая дивизия, 6-я гвардейская танковая бригада, артполк и инженерный батальон (в боевом распоряжении № 00161/оп). Эти части имели местом сосредоточения район хутора Кумояровский. За ними должны были следовать 126-я сд и 422-я сд.
208-я дивизия перевозилась с Дальнего Востока шестью эшелонами с предполагаемой разгрузкой на ст Котельниково (Приволжская ЖД). Однако к моменту прибытия первого эшелона станция была занята передовым отрядом 29-й моторизованной дивизии. Эшелон был расстрелян на разгрузке. Остальные эшелоны были уничтожены подоспевшей авиацией. В результате дивизия потеряла до половины личного состава и большое количество вооружений.
Части 4-й танковой армии, начав 1 августа наступление с плацдарма у Цимлянской, вскоре столкнулись с острой нехваткой топлива, которая значительно ограничивала интенсивность наступательных действий. Ганс Дёрр пишет: «Горючего всегда и везде не хватало». Это привело к тому, что в наступлении на начальном этапе участвовала только 14-я танковая дивизия при поддержке 29-й моторизованной дивизии. Наступление застало руководство советской 51-й армии врасплох (ком. — Т. К. Коломиец). Немецкие части вклинились между 91-й стрелковой дивизией и 157-й стрелковой дивизией и, таким образом, разрезали силы 51-й армии надвое. 2 августа немцы заняли Котельниково, 3 августа вышли на рубеж р. Аксай, 4 августа начали охватное движение на Плодовитое.

## Описание района боёв
Ганс Дёрр дал следующее описание приволжской степи :

Внешне местность выглядит довольно плоской и монотонной, бросается в глаза отсутствие деревьев. Однообразие нарушают только водные рубежи: через каждые 30-40 км (если смотреть с запада на восток) встречается обычно небольшая речушка, протекающая в широкой долине, в основном с крутыми, обычно танконедоступными берегами.
[…]
Наряду с реками большое значение имеют балки. Это создавшиеся в результате эрозии почвы овраги и канавы, поднимающиеся от рек на значительную высоту, часто, разветвляясь, образуют целую сеть складок на местности. Они являются серьёзным препятствием для машин всех видов и вынуждают изменять маршруты движения механизированных и танковых частей в расположенные выше районы местности.

[…] однообразная равнина, ни деревца, ни тени, пыльные дороги, горячие песчаные бури, жара свыше 50, миражи, степные пожары и что, особенно важно, недостаток воды.— Дёрр Г. Поход на Сталинград. — М.: Воениздат, 1957
В начале августа установилась сильная жара: до 45 град. С в тени.

## Силы сторон

### Вермахт
4-я танковая армия генерал-полковника Германа Гота:
- 48-й танковый корпус (генерал-лейтенант Вернер Кемпф), в составе:
  - 14-я танковая дивизия (вермахт) (генерал-майор Фердинанд Хайм)
  - 29-я моторизованная дивизия (генерал-майор Макс Фремерей)
- IV армейский корпус (генерал-лейтенант Виктор фон Шведлер[англ.]), в составе[источник не указан 1919 дней]:
  - 94-я пехотная дивизия (генерал-лейтенант Георг Пфейфер)
  - 371-я пехотная дивизия (генерал-майор Рихард Штемпель)

6-й румынский армейский корпус .

### РККА
- Стрелковые и мотострелковые части:

29-я стрелковая дивизия (полковник А. И. Колобутин)
38-я стрелковая дивизия (полковник Г. Б. Сафиулин)
126-я стрелковая дивизия (полковник В. Е. Сорокин)
157-я стрелковая дивизия (полковник Д. С. Куропатенко)
208-я стрелковая дивизия (подполковник К. М. Воскобойников, майор Никитин)
204-я стрелковая дивизия (полковник А. В. Скворцов)
154-я морская стрелковая бригада (полковник А. М. Смирнов)
отдельный полк курсантов Винницкого пехотного училища (полковник И. И. Мельдер)
отдельный полк курсантов Житомирского пехотного училища (полковник И. Н. Гусев)
- Танковые и механизированные части:

13-й танковый корпус (полковник Танасчишин)
6-я гвардейская танковая бригада (гв. подполковник М. А. Кричман)
13-я танковая бригада (полковник И. Т. Климчук)
254-я танковая бригада (майор Ф. Е. Садовский)
133-я тяжёлая танковая бригада (полковник Н. М. Бубнов)
- Кавалерия:

255-й отдельный Чечено-Ингушский кавалерийский полк (майор М. А. Висаитов)
- Артиллерийские части:

20-я истребительная бригада (подполковник З. К. Горбачёв)
43-й гвардейский артиллерийский полк (майор Волков)
594-й артиллерийский полк/85-й гвардейский артиллерийский полк (майор В. Ф. Чиликин)
1104-й пушечный артиллерийский полк
665-й истребительно-противотанковый артиллерийский полк РГК (майор С. И. Василенко)
738-й истребительно-противотанковый артиллерийский полк РГК (майор Паринов)
- Железнодорожные войска

28-й отдельный дивизион броне-поездов
Бронепоезд № 677 «Узбекистан»

## 3 августа
3 августа 1942 года 255-й отдельный Чечено-Ингушский кавалерийский полк майора Мовлади Висаитова, прикрывавший отход советских войск, вступил в бой с частями 78-го немецкого танкового корпуса 4-й танковой армии в районе станции Котельниково (Волгоградская область). В ходе боя были подбиты четыре танка и уничтожены десятки фашистов. Полк понёс тяжёлые потери в личном составе, обозе и лошадях. Под напором превосходящих сил противника, поддерживаемого штурмовой авиацией, 8-августа в районе ж/д ст.Чилеково 255-й Отдельный Чечено-Ингушский кавалерийский полк понёс безвозвратные потери. Остатки же 255-го Отдельного Чечено-Ингушского кавалерийского полка уже не могли считаться за самостоятельную единицу — слишком были велики потери личного состава. Поэтому командованием было принято решение из остатков полка создать два разведывательных кавалерийских дивизиона и влить их в 4-й кавалерийский корпус под командованием генерал-лейтенанта Т. Т. Шапкина. 8 августа 14-я ТД прорвала внешний Сталинградский обвод, оборонявшийся 38-й сд. Прорыв не вызвал затруднений, так как 38-я сд удерживала фронт 20-25 километров.
В конце марша, достигнув посёлка Абганерово, авангард 14-й ТД неожиданно натолкнулся на 6-ю гв тбр и части 126-й сд. Недостаток топлива не позволил основным силам 48-го ТК двигаться наравне с танковыми частями. В результате ТК без пехотной поддержки перешёл к обороне.
6-я гв тбр в ночь со 2-го на 3-е августа по железной дороге выдвигалась в район Котельниково-Дубовское, но была вынуждена выгрузиться на станции Тингута и своим ходом добиралась до станции Абганерово. Появление 6-й гв тбр в районе Абганерово оказалось крупной удачей.

## 4 августа
Столкнувшись с сопротивлением в районе станции Абганерово авангард 14-й ТД начал сосредоточение и подготовку к захвату станции. Захват станции был крайне важен, так как давал возможность быстрой переброски войск и припасов по железной дороге, которые из-за проблем с подвозом топлива растянулись от Кумояровской до посёлка Абганерово.
Для оптимизации управления танковыми частями в районе боёв, управлению 13-го тк было приказано выдвинуться в район станции Тундутово. Выдвигалось именно управление танкового корпуса (без ранее подчинявшихся танковых бригад), которому передавались в подчинение 6-я гв тбр, 13-я тбр и 254-я тбр. Иногда в составе 13-го тк упоминается 38-я мсбр, однако она так и не прибыла в район боёв. Командир корпуса генерал-майор Т. И. Танасчишин прибыл на место уже 4 августа, а штаб и управление — 6 августа.
254-я тбр (командир полковник Ф. Е. Садовский) получила приказ оставить участок обороны в районе Калача и не позднее 5 августа сосредоточится в районе Зеты. Форсированный марш в батальонных колоннах был плохо организован и бригада несколько раз подверглась налётам вражеской авиации.

## 5 августа
В 3.00 ночи в район станции Тингута начала выдвижение своим ходом 13-я тбр и к середине дня, в полном составе (включая полностью укомплектованный мотострелковый батальон), сосредоточилась в заданном районе. Приказом командующего Сталинградским фронтом генерал-лейтенанта В. Н. Гордова 5 августа 28-й ОДБП (в составе бронепоездов № 677 «Узбекистан» и 708 «Комсомол Узбекистана») был срочно переброшен со станции Котлубань на участок станция Сарепта — станция Тингута, где поступил в распоряжение 64-й армии. Дивизион получил приказ совместно с 13-й тбр не допустить прорыва обороны на участке станции Тингута — разъезд 74-й километр.

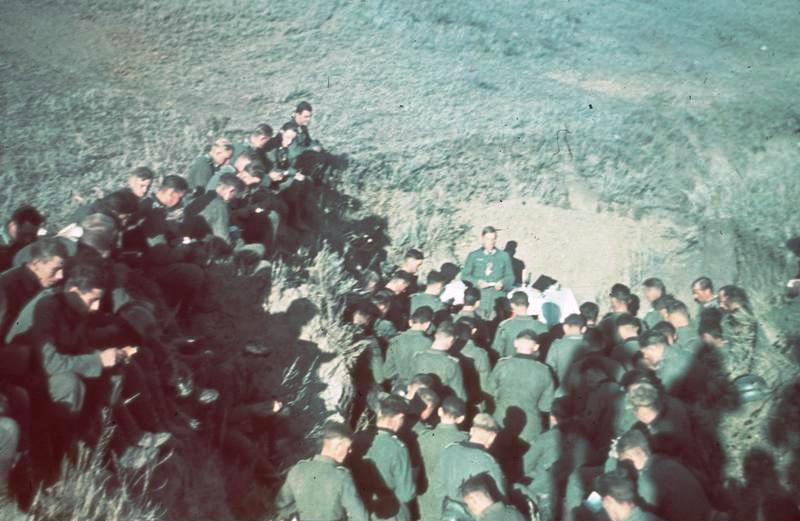
Немецкие солдаты на молитве перед атакой на подступах к Сталинграду.

48-й танковый корпус вермахта попытался захватить станцию Абганерово, но советские войска использовали короткую паузу для подготовки позиций: и пехота, и танки интенсивно окапывались, что сказалось на результатах дня. В результате боёв 5 августа советские танкисты заявили о 10 подбитых и сгоревших танках противника, при потере одного своего. Взять станцию Абганерово с наскока немцы не смогли.
Командование 4-й танковой армии приказало корпусу занять оборону и ждать подхода основных сил пехоты и артиллерии. Сражение за 74-й километр началось с успеха РККА, не давшей немцам с ходу выйти к Волге и рассечь советские войска на две части.
655-й танковый батальон 254-й тбр в составе 11 Т-34 смог достичь района Зеты в первой половине дня и был введён сходу в бой. Остальные подразделения бригады смогли подойти позже. Одним из негативных факторов, снижавших эффективность применения частей 13-го тк, было то, что командование корпуса было вынуждено знакомиться с личным составом вверенных частей непосредственно на поле боя, без предварительного анализа состояния материальной части и бойцов и командиров.
Одновременно, 5 августа директивой Ставки ВГК был создан Юго-Восточный фронт, который возглавил генерал-полковник А. И. Ерёменко.
В дневнике боевых действий Генерального штаба сухопутных войск указывается, что после преодоления сильного сопротивления было захвачено Плодовитое и ведутся бои за станцию Абганерово.

## 6 августа
6 августа началось с директивы Ставки ВГК № 170556:

Ставка Верховного Главнокомандования возмущена тем, что Вы допустили прорыв танков противника через южный фас Сталинградского обвода, не оказав ему здесь должного сопротивления, и категорически требует под Вашу личную ответственность в течение сегодняшнего дня во что бы то ни стало восстановить положение по Сталинградскому обводу, уничтожив прорвавшиеся танки противника или отбросив их на юг.—   ЦАМО. Ф. 96. Оп. 1711. Д. 7А. Л. 99.
6 августа в зону боёв прибыл штаб и управление 13-го тк. В составе 13-го тк передислоцировались штаб, управление, подразделения боевого, материального и технического обеспечения. Боевые подразделения, принимавшие участие в боях в излучине Дона, были выведены из состава корпуса на переформирование и пополнение.
Состав 13-го тк:
| бригада    | состав тбат                                                       | состав мсбат | состав иптаб  | подразделения управления и обеспечения                                  |
| ---------- | ----------------------------------------------------------------- | --- | ------------- | ----------------------------------------------------------------------- |
| 6-я гв тбр | 2 тбат по 3 танковые роты по 7 Т-34 и два Т-34 управления бригады | моторизованный стрелково-пулемётный бат: танко-десантная рота автоматчиков, мотострелковая, пулемётная и миномётная роты                 | иптаб         | рота управления, рота технического обеспечения, медико-санитарный взвод |
| 13-я тбр   | 2 тбат по 3 танковые роты по 7 Т-34 и два Т-34 управления бригады | моторизованный стрелково-пулемётный бат: танко-десантная рота автоматчиков, мотострелковая, пулемётная и миномётная роты                 | иптаб         | рота управления, рота технического обеспечения, медико-санитарный взвод |
| 254-я тбр  | 655-й 656-й тбат по 2 танковые роты по 7 Т-34 и по 3 Т-60         | 194-й отдельный моторизованный стрелково-пулемётный бат: танко-десантная рота автоматчиков, мотострелковая, пулемётная и миномётная роты | иптаб (76 мм) | рота управления, рота технического обеспечения, медико-санитарный взвод |

Всего 13-й тк имел 132 танка: Т-34 — 114 машин, Т-60 — 18 машин. Из танковых бригад были изъяты зенитные батареи, а корпус зенитных средств не имел.
4 АК, преодолев сопротивление советских арьергардов у Ремонтной (село Дубовское), стремительно навёрстывал отставание, двигаясь в направлении на Гнилоаксайск. Однако здесь они были встречены превосходящими силами РККА и остановились. При этом две дивизии корпуса ещё находились севернее Дона.
К 12 часам немецкие части силами до 70 танков, до 25 орудий батальона мотопехоты (при поддержке авиации) заняли разъезд 74-й километр. Подвижные соединения 48-го ТК, находясь севернее посёлка Абганерово без пехотной поддержки и с открытыми флангами, оказались в тяжёлом положении. Советские войска при сильной поддержке авиации постоянно контратаковали.
13-я тбр получила приказ атаковать противника и отбить разъезд. Противодействие противника было сильным: за день количество танков в бригаде сократилось с 44 до 22. Но и противник в этот день потерял до 29 танков, 12 орудий и 2-х рот пехоты.
В этот день в бой включилась 254-я тбр, которая, совершив 300 километровый марш и потеряв в пути 30 танков, имела 14 боеготовых танков Т-34. В первой атаке на разъезд 74-й километр участвовало 8 танков, из которых 1 был сожжён и 6 подбито. Разъезд отбить не удалось. В этом бою принял боевое крещение будущий Герой Советского Союза Яков Михайлович Лобов, который, будучи командиром танка Т-34 655-го танкового батальона 254-й танковой бригады, спас комбата из сгоревшего танка.

Итоги 6 августа были подведены в оперативной сводке № 219 ГШ Красной армии (на 8:00 7 августа): В первой половине дня 6 августа прорвавшиеся танки противника были отброшены за передний край обороны дивизии. Атаки противника в районе фермы № 3 и фермы № 2 также были отбиты. В 16:25 6 августа мотопехота противника с 70-ю танками прорвали фронт обороны дивизии на участке ферма № 2 — ферма № 3 и овладели разъездом 74 км и населённым пунктом Тингута. Дальнейшее продвижение противника остановлено частями 13-го тк.

## 7 августа
126 сд в течение дня, ведя упорные оборонительные бои, отражала неоднократные атаки противника силою до полка пехоты с 40-50 танками в направлении Абганерово.

Сражение за Абганерово. Август 1942 года.

38-я сд во взаимодействии с частями 126-й сд вела упорные бои с танками противника в районе разъезда 74 км. 13-я тбр совместно с 38-й сд сдерживала продвижение противника к станции Тингута на север от разъезда 74-й километр. Движение противника на юг отражали подразделения 6-й гв тбр. 13-й тк атаковал противника в районе разъезда 74 км, но положительных результатов не достиг.
На участке 157-й сд противник силою до двух пехотных полков форсировал реку Аксай в районах Новоаксайский, Водяной. Противник в первой половине дня достиг рубежа балка Песчаная — балка Попова.
Дальнейшее продвижение противника было приостановлено. В этот день Афанасий Иванович Ермаков, пулемётчик 716-го стрелкового полка 157-й стрелковой дивизии провёл бой, за который он был удостоен звания Герой Советского Союза: на рубеже высоты 89,9 эскадрон противника пытался с пехотой обойти наш батальон, и пулемёт Ермакова, скосив эскадрон, заставил пехоту отойти.
204-я сд сосредоточилась в районе Зеты, 422-я сд двумя полками сосредоточилась в районе Тундутово, а 133-я ттбр выходила в район совхоза имени Юркина.
От Советского информбюро (Вечернее сообщение):

В районе севернее Котельниково продолжались ожесточенные бои с танками и автоматчиками противника, вклинившимся в нашу оборону. В бою за один населенный пункт подбито 8 танков и истреблено свыше 300 немецких автоматчиков. Подтянув резервы, немцы предприняли на этом участке вторую танковую атаку. К этому времени подошли советские танки и сразу нанесли контрудар. Гитлеровцы понесли большие потери.— Правда. 8.08.1942
Итоги 7 августа были подведены в оперативной сводке № 220 ГШ Красной армии (на 8:00 8 августа): 64-я армия частью сил в течение дня 7 августа продолжала вести упорные бои с танками противника, прорвавшимися в район разъезда 74 км, и отражала неоднократные его атаки в районе Абганерово. Все атаки в этом районе отбиты. В свою очередь в дневнике боевых действий Генерального штаба сухопутных войск отмечалось, что севернее Абганерово и западнее станции Тингута отбиты сильные атаки противника, поддержанные танками. При этом уничтожено 23 танка.

## 8 августа
Части 4-й ТА пытались пройти от разъезда 74-й километр на юг (к станции Абганерово) и на север (к станции Тингута).
На 8 августа советское командование планировало атаку на разъезд 74-й километр, но она не состоялась. 204-я сд не успела выдвинуться в район сосредоточения и командующий 64-й армией генерал-майор М. С. Шумилов перенёс атаку на 9 августа. К сожалению, на 8 августа соединения 13-го тк уже не были так сильны, как это было два и даже один день назад:
| часть      | Т-34 | Т-70 | Примечания |
| ---------- | ---- | ---- | ---------- |
| 6-я гв тбр | 10   | -    | -          |
| 13-я тбр   | 11   | -    | -          |
| 254-я тбр  | 6    | 4    | -          |
| Всего      | 27   | 4    | -          |

Однако 8 августа не стало спокойным для противника. Советские войска воздействовали на немцев артиллерийским огнём. К обстрелу был привлечён в том числе БЕПО № 677. 126-я сд к 10:00 вела бой в Абганерово.

## 9 августа

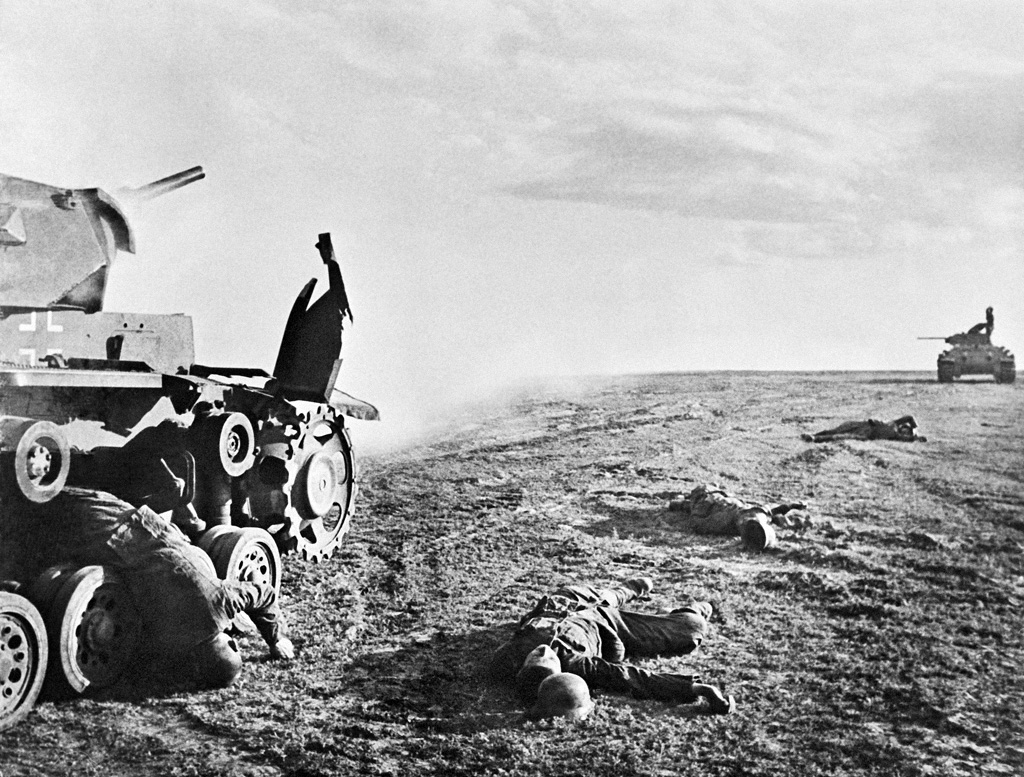
Подбитый немецкий танк и погибший экипаж, на дальнем плане-советский танк.

В 5.00, после 30 минутной артподготовки, ударная группировка Армии в составе 204-й и частей 208-й сд, двух курсантских полков с 1104-м ап РГК, 2/594 ап, 76-м гв. мп, 6-й гв. и 254-й тбр атаковала противника, прорвавшегося район раз. 74 км и к 14.00 овладела раз. 74-й км. ж.д. на участке Б /2 км с.в. и ю.з. раз. 74-й км/, КОШ /4 км ю.в. раз. 74-й км/, балка Вершинская, отм. 98.0. 13-й тк содействовал нашей пехоте и артиллерии по уничтожению танков и живой силы противника районе раз. 74 км. Важным условием успеха стало взаимодействие танков, пехоты и артиллерии, что было редкостью для 1942 года . Результатом этого взаимодействия явилось подавление противотанковой обороны противника, что привело, например, к потере всего одного танка в 6-й гв тбр. И наоборот, в 14 ТД вермахта осталось всего 24 танка. Несмотря на достигнутый успех, советская сторона ожидала большего и заблаговременно выдвинула в тыл противника в засаду танковую роту (4 танка) 133-й тбр, но ожидаемого массового отступления противника не случилось и на следующую ночь рота вернулась в расположение бригады. В засаде танковая рота под руководством лейтенанта С. М. Павлова столкнулась с 11 танками противника, которые уклонились от боя и обошли засаду.
Активные действия 28-го ОДБП не остались незамеченными люфтваффе. Авиация противника в течение дня 9 августа произвела 14 воздушных атак на бронепоезда, в них участвовало 105 самолётов, сбросивших не менее 370 бомб. В результате состав получил два прямых попадания в одну бронеплощадку, бойцы бронепоезда-677 сбили два вражеских самолёта — Ю-87 и Ю-88. Всего во время боев 9 августа от прямых попаданий авиабомб на БЕПО «Узбекистан» погибло три командира расчётов и четыре красноармейца, 15 военнослужащих были тяжело ранены. Бронесостав получил около 700 пробоин от осколков. После этого боя бронепоезд в течение двух дней был восстановлен и снова вернулся на линию станция Чапурники — станция Тундутово — станция Тингута — разъезд 47-й километр. По поводу бронепоезда «Узбекистан» в информационных сводках главного командования Вермахта говорится, что южнее Сталинграда авиация наносила удары по железнодорожным коммуникациям противника при этом был уничтожен один бронепоезд.
Во время переговоров по прямому проводу командующий Юго-Западным фронтом А. И. Ерёменко докладывал А. М. Василевскому:

ВАСИЛЕВСКИЙ. … Чем закончился сегодняшний боевой день?
ЕРЕМЕНКО. Сейчас ещё данных не имею. Авиация разбила связь, но летчики, которых я посылал для наблюдения за боем, доложили, что район, где находятся Абганерово и прилегающие к ней местности, горит, все объято пожаром. Делаю вывод, что РС наделали там дел, и думаю, что противник выброшен за определённую полосу, хотя данных ещё не имею. Я хотел ещё передать одну новость. Противник, получив хороший урок в наших трехдневных сражениях, подтягивает силы в этот район. Авиация дважды фотографировала районы. Идет около 70 танков и 250 автомашин, по-видимому, танковая [колонна]. Она находится примерно в 50—60 км. Хорошо бы их разбить по частям, хорошо бы сделать расчет с 13 тд, которая вела бой…—   ЦАМО. Ф. 96а. Оп. 2011. Д. 26. Л. 171-173.
В этот день 157-я сд вела успешные бои в районе высоты 78.9 — балка Попова. По результатам дня дивизия доложила о захвате 7-и орудий, 5-и станковых и 9-и ручных пулеметов, около 350-и винтовок, и уничтожении до 120-и солдат противника. 126-я сд к 18:00 своим левым флангом достигла северо-западной окраины станции Абганерово. 38-я сд вела упорные бои на рубеже разъезд 74-й км. — Кошары (3 км юго-восточнее разъезда 74-й км.), отбросив противника из этого района на 2—3 километра.
По результатам 9 августа в дневнике боевых действий Генерального штаба Сухопутных войск говорится, что южнее Сталинграда противник подтянул свежие силы и ведет ожесточенные оборонительные бои с наступающими с юга немецкими и румынскими войсками.

## 10 августа
10 августа подошедшая 94-я ПД совместно с танкистами захватила высоты западнее станции Абганерово. 4-я ТА в полном составе сосредоточилась в районе Абганерово, но время было упущено, и теперь на её пути находились части РККА, которые успешно организовывали оборону.

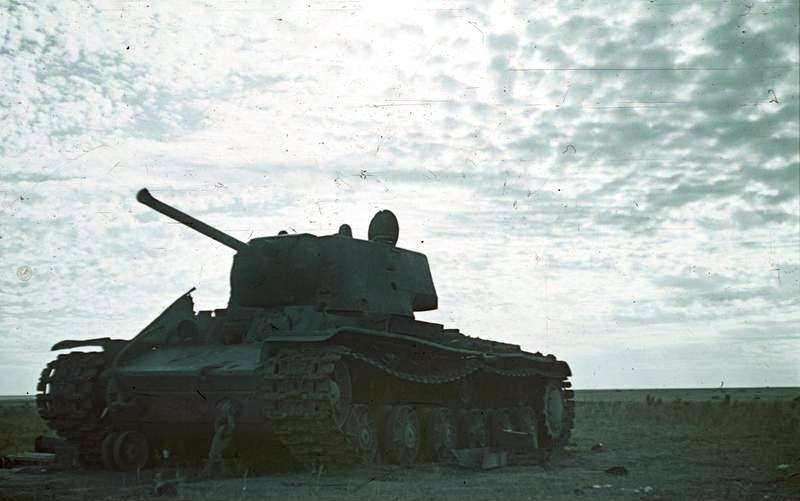
Танки КВ-1 из 133-й ттбр были крепким орешком для немецких противотанковых сил.

Бои в районе разъезда 74-й километр продолжались до конца дня. Например, во время атаки в районе фермы № 2 совхоза им. Юркина 3 танка КВ-1 под командованием лейтенанта С. М. Павлова из 133-я ттбр прорвали усиленную оборону противника, подавили огневые точки и закрепились на рубеже, нанеся значительный урон врагу. 204-я, 38-я и часть сил 208-й сд в результате двухдневных упорных боев в районе разъезда 74-й км ликвидировали прорыв и к 20:00 вышли на рубеж МТФ (7 км северо-восточнее Абганерово) — высота 115,3 (10 км северо-восточнее Абганерово) — совхоз (13 км северо-восточнее Абганерово).
По результатам боя положение было восстановлено, и советская сторона смогла вернуться на внешний оборонительный обвод. 204-я сд вела наступление и к 14:00 вышла на рубеж севернее Абганерово — 6 км юго-восточнее разъезда 74-й км — ферма № 3 (8 км юго-восточнее станции Тингута). Части 13-го тк заняли оборону в боевых порядках стрелковых дивизий: 13-я тбр на восточной опушке Тингутинского лесничества на левом фланге 204-й сд, обеспечивая стык 64-й и 57-й армий, в 25 километрах от основных частей корпуса; 254-я тбр и 6-я гв тбр расположились на левом фланге 126-й сд, прикрывая южные подступы к станции Абганерово.
Потери сторон были тяжёлыми. В 14-й ТД осталось всего 24 танка.

## 11 августа
По мере подтягивания пехоты 4 ТА переносила удары на новые направления. 11 августа сосредоточившаяся 94-я ПД, преодолев оборону 126-й сд, пересекла железную дорогу южнее станции Абганерово и заняла высоты к западу от станции. Для предотвращения охвата частей в районе разъезда 74-й километр на встречу противнику была переброшена 6-я гв тбр. Но контратаки не имели успеха. В течение трёх дней танкисты пытались отбить высоты, но сказывалось отсутствие мотострелковой бригады в составе 13-го тк, которая могла бы изменить ситуацию в пользу контратакующией стороны.
13-я и 254-я тбр с 11 по 17 августа перешли к обороне и в течение этих дней совершенствовали оборону, используя затишье для получения пополнения. Пополнение прибыло в виде четырёх маршевых рот средних танков Т-34, после чего корпус стал насчитывать 76 средних и лёгких танков.
В дневнике боевых действий Генерального штаба Сухопутных войск говорится, что южнее Сталинграда были отражены атаки противника. Под рекой Мышкова и южнее от неё противник, обороняясь на укрепленных позициях полевого типа, оказывает упорное сопротивление.

## 12 августа
К этому дню немецкое командование пришло к выводу, что 4 ТА своими силами не способна выполнить поставленную задачу и выйти к Волге в районе Красноармейска. 12 августа 6-я ПА вынуждена была передать 24-ю ТД и 297-ю ПД в распоряжение Г. Гота. Эти дивизии начали переброску через свежую переправу у Потёмкинской.

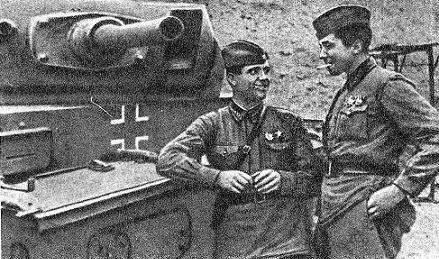
Два Героя Советского Союза: старший лейтенант И. И. Корольков и младший лейтенант К. И. Савельев (справа) во время Сталинградской битвы, осень 1942.

126-я сд и части 208-й сд обороняли рубеж высота 124.0 — Абганерово и вели бой по уничтожению частей противника, прорвавшихся в направлении высоты 128.1. 204-я сд с курсантским полком Краснодарского пехотного училища обороняли рубеж (иск.) Абганерово — река Гнилой Аксай — ферма № 2 — (иск.) высота 148.0 — ферма № 3 — (иск.) лес в 8 км восточнее фермы № 3. 38-я мсбр занимала оборону на рубеже ферма № 2 (совхоз им. Юркина) — станция Тингута.
Младший лейтенант Константин Савельев (133-я ттбр) к этому дню со своим танком КВ 1 не выходил из боя 5 суток. Во время одной из вражеских атак получил легкое ранение в плечо, но поле боя не оставил. 12 августа 1942 один из наших батальонов попал во вражеское кольцо. Ночью, используя короткую передышку, батальон перешёл в контратаку. Впереди атакующих мчался танк Савельева, сметая все на своем пути орудийным и пулеметным огнём, утюжа гусеницами гитлеровские траншеи, подминая под себя пушки и машины. Впереди показались артиллерийские позиции. С ходу танк Савельева ворвался на них и гусеницами подмял всю батарею врага. Батальон прорвал кольцо и соединился с другими частями дивизии. Только в боях в районе станции Абганерово танк К. И. Савельева уничтожил 23 танка, 9 пушек, 3 тягача и около 200 солдат и офицеров противника. За этот бой младший лейтенант Савельев был удостоен звания Героя Советского Союза.
Состояние матчасти в танковых подразделениях РККА было сложным. В 133-й ттбр на ходу осталось 16 танков КВ-1 и 28 числилось в ремонте. Положение дел в 13-м тк представлено в таблице:
|                      | Т-34 | Т-70 | Т-60 |
| -------------------- | ---- | ---- | ---- |
| На ходу              | 24   | 1    | 1    |
| 13-я тбр             | 11   | -    | -    |
| В ремонте            | 43   | 1    | 1    |
| Безвозвратные потери | 53   | 3    | 1    |

На участке обороны курсантского полка Винницкого пехотного училища 12 залпами «РС» было уничтожено до 100 танков, 35 бронемашин, 350 автомашин и до 600 солдат и офицеров противника.
Одним из важных недостатков советской армии того периода было низкое качество разведки, что привело к появлению 12 августа «Боевого приказа командующего войсками Юго-Восточного фронта войскам фронта о недостатках в организации разведки в соединениях и частях и мерах по их устранению» в котором отмечалось, что «Войска Юго-Восточного и Сталинградского фронтов плохо ведут разведку, а подчас и совсем не ведут её, порою не зная, что за противник находится перед фронтом полков и дивизий». Также отмечалось, что «командиры полков, дивизий и высшие штабы, а равно начальники развед. отделов и отделений уделяют недостаточное внимание этому важнейшему виду боевого обеспечения, боевой деятельности войск и плохо руководят разведкой, перепоручая это дело малоопытным командирам». Однако советская сторона ещё не раз несла тяжёлые потери в людях и материальной части из-за плохой организации разведки.
В сводках Советского информбюро было сказано, что :

В районе северо-восточнее Котельниково Н-ская мотострелковая часть при поддержке танков и артиллерии с марша атаковала колонну мотопехоты противника. Навязав немцам встречный бой, наши бойцы не выпускали инициативы из своих рук и нанесли гитлеровцам большие потери. На поле боя немцы оставили свыше 400 трупов. Уничтожено 15 автомашин и 7 вражеских танков.— Правда. 13.08.1942

В районе северо-восточнее Котельниково продолжались упорные бои. На некоторых участках противник перешёл к обороне. Наши части предприняли ряд успешных атак и, изматывая врага, не давали ему возможности закрепиться. Советские танкисты при поддержке авиации и артиллерии атаковали колонну гитлеровцев и нанесли противнику большой урон в живой силе и технике. Истреблено свыше 700 гитлеровцев. Уничтожено 16 танков, 3 бронемашины, 14 орудий и 17 пулеметов.— Правда. 13.08.1942

## 13 августа
Левофланговые части 154-й морской сбр с 5:00 вела бои за овладение высотой 124.0 (14 км западнее станции Абганерово). 126-я сд с полком 208-й сд и 6-й тбр после упорных боев с противником силою до двух пехотных полков к 14:30 овладели высотами 126.6 и 134.8 (9 км западнее станции Абганерово). Подразделения 77-го УР, занимая оборону на рубеже совхоз № 8 — ферма № 3, в 14:00 отбили атаку 30 танков противника, уничтожив 5 танков.
В сообщениях Советского информбюро о событиях этого дня сообщалось:

В районе северо-восточнее Котельниково наши части атаковали противника и улучшили свои позиции. У одного населенного пункта завязался упорный бой. Этот пункт несколько раз переходил из рук в руки. По неполным данным, наши части в течение суток уничтожили 11 танков и до 500 солдат и офицеров.— Правда. 14.08.1942

В районе северо-восточнее Котельниково наши войска вели упорные бои с противником. В боях за населенный пункт М. сводный отряд под командованием тов. Макарчука отбил атаку противника силой до батальона, а затем, перейдя в контратаку, обратил гитлеровцев в бегство. На поле боя осталось больше сотни вражеских трупов. Танкисты Н-ской части за пять дней боевых действий уничтожили 47 немецких танков, 14 автомашин с пехотой, 10 мотоциклов и 300 гитлеровцев.— Правда. 14.08.1942

## 14 августа
29-я сд сосредоточилась в районе Зеты; 38-я мсбр обороняла район фермы № 2 совхоза им. Юркина — станция Тингута. 13-й тк (254-я и 13-я тбр) занимал оборону в районе ферм № 2, 3 (свхоз № 8), 6-я гв тбр вела бой в районе высоты 126.6, 133-я тбр занимала оборону в районе 1,5 км южнее станции Тингута. Положение остальных частей 64-й армии оставалось без изменений.

## 15 августа
15 августа был днём относительного затишья. 38-я сд занимала оборону на рубеже (иск.) высота 148.0 — ферма № 3, 29-я сд готовила тыловой рубеж обороны в районе южнее Зеты. Положение остальных частей 64-й армии осталось без изменений.

## 17 августа
17 августа в 7:00, после получения подкреплений и перегруппировавшись, 4-я ТА возобновила наступление, перенеся направление удара вправо и имея задачу выйти к Волге в районе Красноармейска. 48-й ТК нанёс удар западнее линии озеро Цаца-Красноармейск. 6-й румынский АК и 4-й румынский АК наступали вдоль железнодорожной линии Абганерово-Тундутово (первый западнее, а второй восточнее железной дороги). Противник, силою свыше полка пехоты с 70 танками, прорвал фронт обороны 126-й сд на участке балка Радченкова (4 км севернее Абганерово) — балка Худомясова. До 20 танков противника ворвались в свх. им. Юркина. К 8:00 4-й румынский АК, нанеся удар в стык 126-й сд и 204-й сд, захватил совхоз имени Юркина. 13-му тк Танасчишина была поставлена задача остановить противника. 2-й батальон 6-й гв тбр вышел к совхозу имени Юркина, но подставил фланг противотанковым орудиям противника и потерял 12 танков.
Одновременно к станции Абганерово была выдвинута 13-я тбр, которая прибыла к 17:00 и приняла участие в боях с 18 августа.

## 18 августа
18 августа началось контрнаступление 29-й сд и 13-й тбр, но противник остался на своих позициях. К 8:00 наши части овладели совхозом им. Юркина и районом высоты 158.0, продвинувшись до 4 км. К 14:00 бои шли на западной окраине станции Абганерово, в районе отметки +2,5 (3 км восточнее станции Абганерово) — ферма № 2.
В двух километрах юго-восточнее станции Абганерово в окружение попал 656-й отб (8 танков Т-34 под командованием командира батальона старшего лейтенанта А. А. Уколова, комиссара батальона политрука Т. М. Локштанова, старшего адъютанта лейтенанта Г. Д. Деревянко) и рота мотострелков (95 бойцов и командиров под командование командира роты старшего лейтенанта Л. К. Мартыненко) 254-й тбр. В течение суток немцы подавляли узел сопротивления с привлечением 500 человек пехоты, 30 танков и 20 бомбардировщиков. 4 Т-34 были подбиты и сгорели. 4 исправных танка, после израсходования боеприпасов, были уничтожены экипажами. Противник потерял до 250 человек, 5 танков, 4 противотанковых орудия.
В ходе боя 18 августа противник, отразив все атаки, не смог продвинуться вперёд. При этом немецкие танки курсировали вдоль своего переднего края.
По итогам дня в дневнике боевых действий Генерального штаба Сухопутных войск было сказано, что уничтожены части противника, окруженные у станции Абганерово, и отражены танковые атаки севернее станции.

## 19 августа
В разведывательной сводке Генерального штаба Сухопутных войск № 430 от 19 августа 1942 года отмечалось, что в полосе 4-й ТА силы РККА усиливались перед северо-восточным крылом армии и севернее железнодорожной станции Абганерово. Перед северо-восточным участком 48-го ТК отражена советская атака и продолжается атака с участием советских танков на участок 3 километра северо-восточнее железнодорожной станции Абганерово. Перед 6-м румынским АК отмечалась незначительная деятельность артиллерии. По данным авиаразведки в районе севернее железнодорожной станции Абганерово было замечено значительное сосредоточение советских танков, авто- и гужевого транспорта. Наблюдалось движение в этот район с севера.
64-я армия частями 126й, 208-й, 29-й, 204-й сд, 13-й, 6-й гв тбр и 254-й тбр, остановив наступление 94-й, 371-й пд, 29-й мд и 14-й тд противника, удерживала рубеж отметка 126.6 в 4 км северо-западнее станции Абганерово — высота 128.1 — балка Худомясова (7 км юго-восточнее станции Абганерово) — высота 148.0 (16 км северо-восточнее станции Абганерово). Боевое охранение 38-й сд заняло Тингуту. 138-я сд сосредоточилась в районе разъезда 74 км — совхоз им. Юркина (овцеводческий) (29 км юго-западнее Красноармейска).

## 20 августа
В ночь на 20 августа из окружения смогли вырваться бойцы 656-го отб: 14 танкистов и 17 мотострелков под командованием заместителя командира танкового батальона по технической части воентехника I ранга П. А. Пака.
20 августа немецкие войска перенесли направление удара на разъезд 74-й километр, но советские войска успешно отразили все атаки. 126-я сд и части 208-й сд в течение дня отражали атаки противника силою до полка пехоты на рубеже Тебектенерово — высота 126.6 — балка Задняя Мышкова. 29-я сд вела упорные оборонительные бои с противником силой до пехотной дивизии с танками на рубеже совхоз им. Юркина — высота 158.0. Противник силою до батальона пехоты в 11:00 прорвал нашу оборону в районе ж.-д. будки в 1,5 км северо-восточнее совхоза им. Юркина. 204-я сд вела оборонительные бои с противником силою свыше полка пехоты с танками на рубеже высота 158.0 — ферма № 2. К исходу дня противник вклинился в оборону наших частей на рубеже Кошара (4 км северо-восточнее высоты 158.0) — Кошара (6 км юго-восточнее разъезда 74 км).
48-й ТК вышел к высотам восточнее станции Тундутово перед группой высот у Красноармейска. Однако, высоты были заняты крупными силами РККА. Западнее железной дороги 4-й АК вышел к станции Тингута, но 6-й румынский АК отставал от левого фланга 4-го АК. 4-й АК, с открытым левым флангом, слишком медленно двигался вперёд и не смог обеспечить взаимодействие с 48-м ТК. 48-й ТК подвергся атакам на обоих флангах перешёл к обороне. 4-я ТА остановилась в 20 километрах от Волги.
По поводу остановки наступления Дёрр высказал следующее мнение:

Красноармейск был южным краеугольным камнем обороны Сталинграда и одновременно конечным пунктом единственной коммуникации, связывавшей по суше западный берег Волги с Астраханью. Ни в каком другом пункте появление немецких войск не было бы так неблагоприятно для русских, как здесь…Для 4-й танковой армии принятие решения о прекращении наступления в непосредственной близости от цели, с тем чтобы попытаться другим путём пробиться к Сталинграду и организовать взаимодействие с 6-й армией, было тяжелым ударом.
Г. Гот отдал приказ об отводе в ночное время с фронта 48-го ТК и скрытном сосредоточении за левым флангом армии в районе северо-западнее станции Абганерово для нанесения удара на север в район западнее Сталинграда. Это означало отказ группы армий «Б» от выхода к Волге южнее Сталинграда и перехода Сталинградской битвы на новый этап.
Одновременно советские войска начали наступление из района Чёрный Яр в направлении восточного фланга 4-й ТА в районе Малые Дербеты. Командование 4-й ТА серьёзно отнеслось к этой угрозе и сначала бросило на фланг одну румынскую дивизию, а затем и весь 6-й румынский АК (без 20-й дивизии). Задачей румынских дивизий, двигавшихся через посёлок Абганерово на Малые Дербеты, было создать оборону на фланге 4-й ТА вдоль цепи озёр.

## 21 августа
126-я сд вела бои на рубеже ферма № 1 — Тебектенерово, 208-я сд вела оборонительные бои на рубеже (иск.) Тебектенерово — высота 126.0 (4 км западнее станции Абганерово), Дальнейшее наступление противника частями дивизий было остановлено на этих рубежах. 29-я, 138-я и 38-я сд оборонялись на рубеже совхоз им. Юркина — высота 158.0 (в 5 км северо-восточнее станции Абганерово) — безымянная высота (в 2 км юго-восточнее разъезда 74 км) — Тингута.
57-я армия с утра вела ожесточенные оборонительные бои с танками противника, прорвавшимися с направления озеро Цаца на высоту 86 (5 км юго-западнее Дубовый Овраг). На участке обороны 15-й сд группа танков противника, численностью до 80 единиц, к 16:00 вышла в район 6—8 км юго-восточнее станции Тундутово (14 км юго-западнее Красноармейска). Частями армии в боях 21 августа уничтожено до 60 танков противника.
В боях 20—21 августа на южных подступах к Сталинграду образец мужества показал гвардии сержант командира огневого взвода 43-го гвардейского артиллерийского полка (15-я гв сд) М. П. Хвастанцев. 
108 сп, оборонявший междуозерье Цаца и Барманцак двумя батальонами, под давлением противника отошёл на основной рубеж обороны юго-восточнее озера Сарпа.

## 22 августа

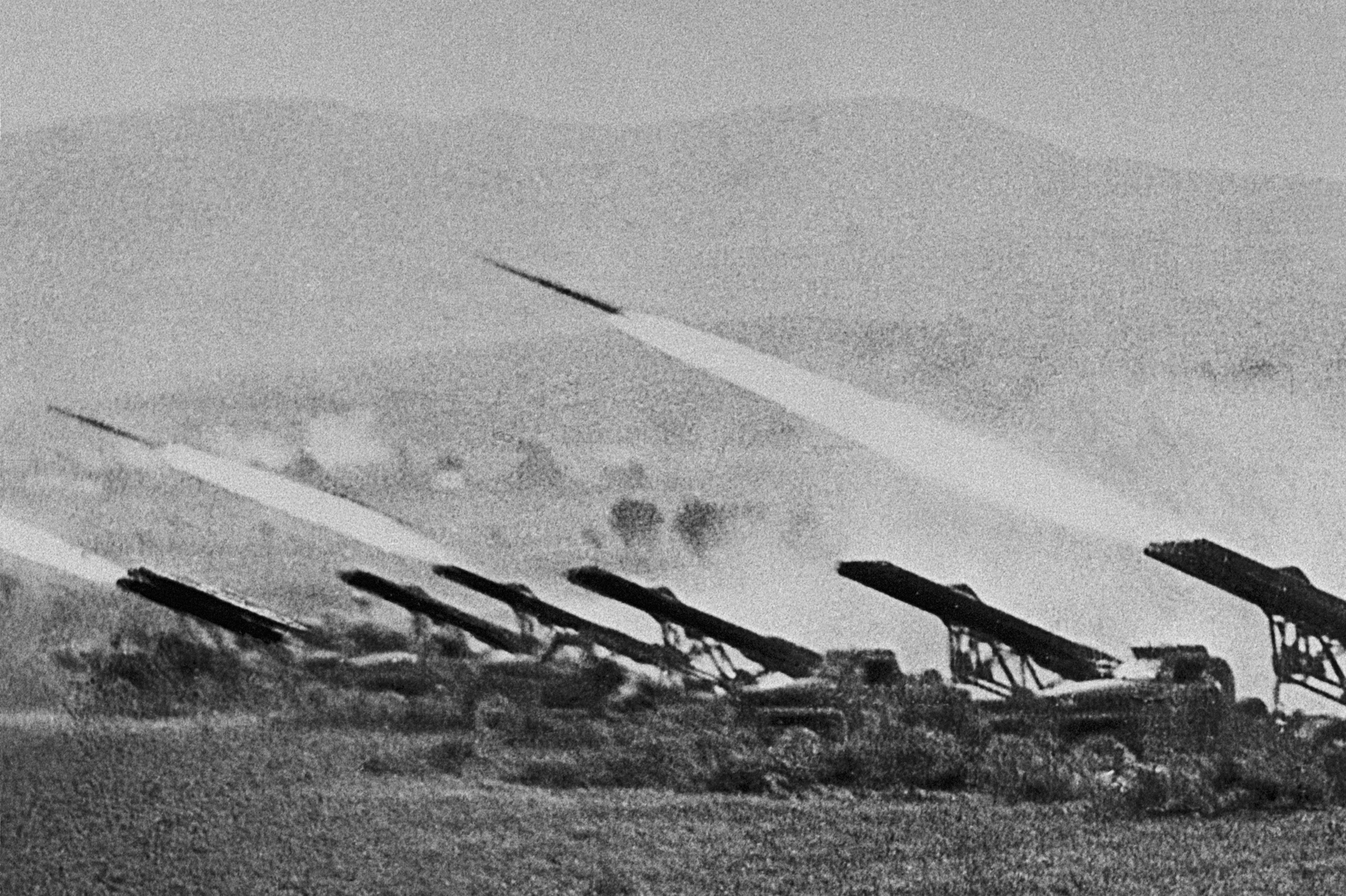
«Катюши» активно использовались в боях на южном фасе Сталинграда.

Только 22 августа у 4-й ТА наметился успех. Немцы нащупали слабое место в полосе 38-й сд и, охватив станцию Абганерово и разъезд 74-й километр с востока, захватили станцию Тингута. Одновременно противник вышел к Тундутово. 38-я сд с подразделениями курсантского полка Винницкого пехотного училища вела тяжелые бои с танками и мотопехотой противника и отходила на новый рубеж обороны севернее Тингутского лесничества.
Советские войска вынуждены были оставить внешний оборонительный обвод и отойти к железной дороге. На участок разъезд 74-й километр — станция Тингута были выдвинуты из резерва 64-й армии 154-я морская сбр, 20-я истребительная бригада, 13-я тбр, 186-й и 665-й иптапы. К станции Тингута выдвинулись 140-й миномётный полк, 1-й дивизион 1104-го пап. К Тундутово была выдвинута 133-я тбр, которая укрепила оборону 422-й сд. 133-я тбр и 20-я иптбр вели бой с танками противника в районе высоты 118.0. Противник был остановлен.
В этот день 57-я армия вела ожесточенные оборонительные бои с танками и мотопехотой противника. 15-я гв сд вела ожесточенные бои с танками противника на рубеже юго-западной окраины Дубовый Овраг — балка Голодная. Части 76 УР вели бой с противником, силою до пехотного полка с 20 танками, прорвавшим оборону в районе МТФ (юго-восточнее озера Сарпа).

## 23 августа
23 августа советская сторона попыталась отбить станцию Тундутово, но безуспешно.
127-я сд, отражая атаки мелких групп противника, к исходу дня занимала оборону на рубеже высота 97.0 — Кошара — Тебектенерово — ж.-д. будка в 5 км юго-западнее разъезда 74 км. 138-я сд занимала оборону на рубеже (исключая) ж.-д. будка в 5 км юго-западнее разъезда 74 км, «К.» (4 км северо-восточнее разъезда 74 км). 204-я, 29-я сд, курсантский полк Винницкого пехотного училища и подразделения 15-й гв сд вели бои в полуокружении в районе Тингутского лесничества.
13-му тк была поставлена задача закрепиться на линии разъезд 74-й километр — станция Тингута, но при этом корпус был оставлен один, без пехотной поддержки. Именно здесь остро проявился недостаток собственной мотострелковой бригады, которая, вопреки штатному расписанию, была изъята из состава корпуса ещё в начале сражения и оставлена в распоряжении 64-й армии. Вот, как описывает бои 13-го тк в этот период будущий начальник оперативного отдела штаба 4-го гвардейского механизированного корпуса главный маршал артиллерии В. Ф. Толубко:

Отсутствие стрелковых подразделений в боевых порядках танковых бригад поставило экипажи в сложные условия. Вражеские автоматчики просачивались между танками, окружали их, иногда поджигали и держали под прицельным автоматным огнём смотровые щели и люки. Многие экипажи вынуждены были по два-три дня сидеть с закрытыми наглухо люками. Им невозможно было поднести воду и пищу.— 

По итогам дня в дневнике боевых действий Генерального штаба Сухопутных войск говорилось, что продвигающаяся с юга на Сталинград 4-я танковая армия отбила на правом крыле атаки противника и вместе с частями, наступающими на северо-запад, достигла железнодорожной линии по обе стороны станции Тингута. 48-м танковым корпусом был уничтожен противник, окруженный северо-восточнее Тингуты. Противник продолжал свои атаки против 6-го румынского АК силами до двух батальонов. Перед северным крылом армии, западнее железной дороги авиаразведкой установлено скопление значительных сил противника (в том числе 50 танков и 5 батарей). В районе Дубового Оврага установлено скопление слабых сил противника. Восточнее озера Сарпа установлено 3 батареи. Перед юго-восточным крылом армии наблюдались лишь одиночные передвижения.

## 24 августа

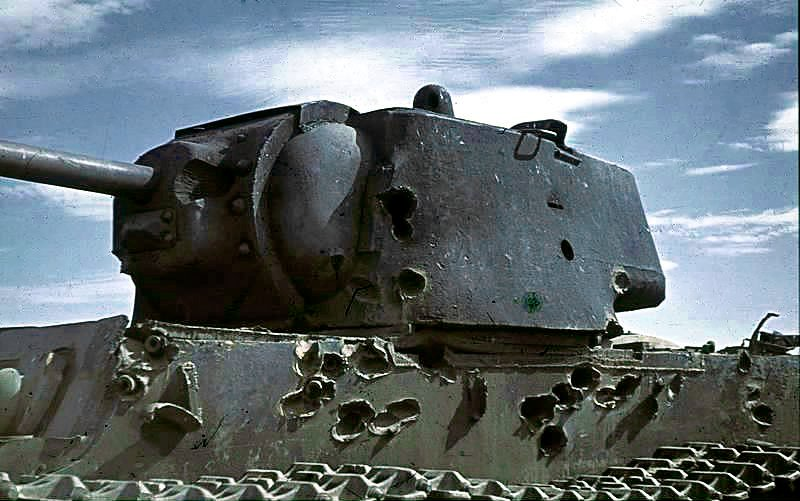
Подбитый танк КВ-1 в степи на подступах к Сталинграду. Такие танки были основной ударной силой 133-й ттбр

64-я армия в ночь на 24 августа отвела части 38-й и 204-й сд на рубеж 1 км севернее разъезда 74 км — Кошара (7 км западнее станции Тингута) — ферма № 2 — высота 116.6 — 120.2. Положение остальных армий фронта оставалось без изменений.
В составе 13-го тк осталось 37 танков. 24 августа во время боя у станции Тингута лейтенант С. М. Павлов на своем подбитом танке КВ отразил атаку 30 танков, при этом поджег 5 и подбил 2 вражеских танка, остальные обратились в бегство. За этот подвиг лейтенант С.М Павлов был удостоен звания Герой Советского Союза.
В Извлечении из оперативной сводки № 237 Генерального штаба Красной армии 8:00 25 августа 1942 сказано: «Противник в течение 24.8 активных наступательных действий не вёл. В предыдущих боях противник понёс большие потери».
В этот же день Ф. Гальдер написал в своём дневнике: «Под Сталинградом войска Гота натолкнулись на мощную оборонительную позицию противника».

## Результаты сражения
1. 64-я армия смогла остановить наступление врага на подступах к Сталинграду;
2. Для усиления 4-й ТА Паулюс вынужден был отдать часть своих ударных сил, которые могли бы оказать важное влияние на результаты прорыва 23 августа к Волге севернее Сталинграда;
3. 23 августа, когда войска Паулюса вышли к Волге, им пришлось таранить[прояснить] части, которые были предназначены для действий на южном фасе и впоследствии сыграли важную роль в локализации прорыва и дальнейших боях.

## Потери
В связи с отсутствием исследований, связанных конкретно со сражением за 74-й километр, потери именно в этом эпизоде Сталинградской битвы в источниках не приводятся. Однако в литературе встречаются отдельные упоминания о потерях. В. Ф. Толубко указывает, что в течение 26 дней ремонтные подразделения бригад 13-го тк отремонтировали 174 танка. М. А. Водолагин указывал танковые потери вермахта до 350 машин.

## Известные люди принявшие участие в боях за 74-й километр
- Алексеев, Михаил Николаевич, писатель. Автор автобиографической повести "Мой Сталинград". В данной повести Алексеев подробно описывает бои под Абганерово.
- Абрамов, Константин Иванович (1920—2001) — командир взвода 700-го сп 204-й сд, доктор педагогических наук, профессор, заслуженный деятель науки РСФСР, создатель научной исторической библиотековедческой школы, в течение 40 лет руководивший кафедрой библиотековедения МГУКИ, создатель первой научной монографии по истории библиотечного дела в СССР — России[39];
- Казачковский, Олег Дмитриевич (1915—2014) — начальник разведки дивизиона 85-го гв. ап, советский и российский физик, организатор науки, мемуарист. Заслуженный деятель науки и техники РСФСР. Лауреат Ленинской премии (1960, за научные исследования по физике ядерных реакторов на быстрых нейтронах). Директор Научно-исследовательского института атомных реакторов (Димитровград) в 1964—1973 годах, директор Физико-энергетического института (Обнинск) в 1973—1987 годах.
- Савельев, Константин Иванович — советский офицер, танкист-ас, участник советско-финской и Великой Отечественной войн, Герой Советского Союза (8 февраля 1943).
- Лобов, Яков Михайлович — будущий Герой Советского Союза принял боевое крещение 6 августа 1942 года в бою за разъезд 74-й километр.
- Павлов, Сергей Михайлович — будущий Герой Советского Союза.
- Андреев, Николай Родионович — будущий Герой Советского Союза.

### Комментарии
1. ↑  Танковый корпус (сокращения приведены по Список сокращённых обозначений частей и подразделений вооружённых сил). Для удобства восприятия советские части будут писаться строчными буквами
2. ↑  Эшелоны дивизии были уничтожены авиацией на подъезде к станции Котельниково. Выжившие попали в окружение.
3. ↑  Для удобства восприятия части 4-й ТА будут писаться заглавными буквами
4. ↑  С момента начала общего наступления 4-я ТА, оказавшись на стыке двух групп, несколько раз переподчинялась. Кроме этого, 4-ю ТА активно растаскивали, передавая части в другие армии и даже группы. Например, XXIV ТК был передан в 6-ю А, ХХХХ ТК передан в группу армий «А», дивизия «Великая Германия» была выведена в резерв и впоследствии использована в Ржевской битве.
5. ↑  Численно это скорее бригада так как мотострелковая дивизия это около 11 тысяч человек
6. ↑  Важно не путать посёлок Абганерово, который немцы захватили сходу без особых усилий, и станцию Абганерово, которую они пытались захватить в течение длительного времени, понеся при этом значительные потери в живой силе и технике. Расстояние между этими пунктами примерно 8-9 километров. Эти два пункта связаны автомобильной дорогой, и разделены на местности двумя балками: балка Гнилая упирается в дорогу с запада, а балка Радченкова отходит от дороги на восток. Эти балки ограничивают использование бронетехники на направлении от посёлка к станции.
7. ↑  1, 2 и 3 августа бригада получила по 12 танков. Всего 13-я тбр получила 44 Т-34 (шесть рот по семь танков плюс два танка командования).
8. ↑  Наличие собственных мотострелковых подразделений (батальонов в тбр и бригад в тк) играло важную роль в результативности действий танковых частей, как в наступлении так и в обороне. Отсутствие мотострелковой бригады в составе 13 тк негативно скажется в ряде боевых эпизодов.
9. ↑  28-й отдельный дивизион, сформирован в начале 1942 года в Чкаловске (Оренбург) в Южно-Уральском военном округе. В феврале 1942 командиром дивизиона был назначен капитан К. Д. Могилевцев. Материальную часть строил Ташкентский паровозоремонтный завод. Бронепоезда № 677 («Узбекистан») и № 708 («Комсомол Узбекистана»), вооружённые 76-мм танковыми орудиями, в апреле были сданы дивизиону. Командиром первого бронепоезда (БЕПО) стал лейтенант С. К. Иванов, второго — старший лейтенант Н. А. Грешнов.
10. ↑  Изначально бригада была предназначена для 23-го тк
11. ↑  Изначально, вместо 254-й тбр, в состав 13 тк была включена 6-я тбр (не путать с 6-й гвардейской тбр). Но в ходе марша с завода СТЗ по техническим причинам вышли из строя 33 танка, что послужило поводом для официального расследования. Остальные танки 6-й тбр, вышли из строя позже, так и не достигнув поля боя.
12. ↑  В качестве высокой оценки взаимодействия действующих частей и артиллерии, можно расценивать выделение сражения за 74-й километр в обширном труде «Отечественная артиллерия. 600 лет»
13. ↑  Например, начавшаяся 4 августа Погорело-Городищенская наступательная операция характеризовалась потерей связи наступающих войск и артиллерии, несмотря на все попытки решить эту проблему.
14. ↑  За эти бои Павел Акимович Пак был представлен к ордену Красного знамени, но получил орден Отечественной войны I степени (см. Наградной лист в электронном банке документов «Подвиг народа» (архивные материалы ЦАМО. Ф. 33. Оп. 682524. Л. 1010).).

### Сноски
1. 1 2 3 4 5 6  Исаев, 2008, Армированная оборона I. Абганерово.
2. 1 2 3 4 5 6 7  Дёрр, 1957, Наступление 4-й танковой армии восточнее Дона.
3. ↑  Самсонов — смотреть название
4. ↑  Дёрр, 1957, IX. Вопросы снабжения.
5. ↑  Дёрр, 1957, Выход в район Сталинграда и наступление на город.
6. ↑  Висаитов, 1966, с. 71.
7. ↑  Исаев А. В. Сталинград. За Волгой для нас земли нет. Оригинал: Grams R. Die 14.Panzer-Division 1940—1945. Herausgegeben im Auftrag der Traditionsgemeinschaft der 14. Panzer-Division. Verlag Hans-Henning Podzun. Bad Nauheim. 1957, S. 50.
8. ↑  М. Н. Опалев Неизвестные страницы участия соединений артиллерийских бронепоездов Красной армии в Сталинградской битве
9. 1 2 3  На южном фланге, 1973, с. 34.
10. ↑    ЦАМО. Ф. 4-го гв. мк. Оп. 203081. Д. 1. Л. 77-96.
11. 1 2  «Сталинградский» штат, укомплектована по так называемому «Сталинградскому» штату.
12. 1 2  Наградной лист Моисеева Н. Д.Информация из учётной карточки награждённого в электронном банке документов «Подвиг народа».
13. ↑  Информация из учётной карточки награждённого в электронном банке документов «Подвиг народа».
14. ↑    ЦАМО. Ф. 16. Оп. 1072сс. Д. 8. Л. 54—62.
15. ↑  25—30 км северо-восточнее Верхне-Курмоярская
16. ↑  28—32 км северо-восточнее Верхне-Курмоярская
17. ↑  От Советского информбюро (Вечернее сообщение 7 августа) // Правда : газета. — 1942. — 8 августа (№ 220 (8991)). — С. 1. Архивировано 2 июня 2021 года.
18. ↑    ЦАМО. Ф. 16. Оп. 1072сс. Д. 8. Л. 63—73.
19. ↑  Воспоминания С.М. Павлова, 74-й разъезд.
20. ↑  Ефимьев, 1992, с. 167.
21. 1 2  Жилин и др., 2002, 9 августа 1942.
22. 1 2  На южном фланге, 1973, с. 37.
23. 1 2  Сталинградская оборонительная операция.
24. ↑  На южном фланге, 1973, с. 38.
25. ↑  Боевой приказ командующего войсками Юго-Восточного фронта о недостатках в организации разведки в соединениях и частях и мерах по их устранению //   ЦАМО. Ф. 220. Оп. 220. Д. 5. Л. 14-15.
26. ↑  Список документов советских войск.
27. ↑  Сводки Советского информбюро, 13 августа, утреннее сообщение.
28. ↑  Сводки Советского информбюро, 13 августа, вечернее сообщение.
29. ↑  Сводки Советского информбюро, 14 августа, утреннее сообщение.
30. ↑  Сводки Советского информбюро, 14 августа, вечернее сообщение.
31. ↑  На южном фланге, 1973, с. 39.
32. ↑    ЦАМО. Ф. 4-го гв. мк. Оп. 203081. Д. 1. Л. 13-14.
33. ↑    ЦАМО. Ф. 4-го гв. мк. Оп. 203081. Д. 2. Л. 16.
34. ↑  На южном фланге, 1973, с. 41.
35. ↑  Жилин и др., 2002, 25 августа 1942.
36. ↑  На южном фланге, 1973, с. 42.
37. ↑    ЦАМО. Ф. 4-го гв. мк. Оп. 203081. Д. 2. Л. 89.
38. ↑  Водолагин, 1958, Бои в большой излучине Дона.
39. ↑  Дмитрий Константинович Абрамов. Абрамов, Константин Иванович (1920–2001) гвардии капитан. Воспоминание о солдате. Бессмертный полк. Дата обращения: 12 декабря 2014. Архивировано 5 марта 2016 года.